# Sanistål
Sanistål part of Ahlsell er en grossist- og servicevirksomhed til industrien og byggeriet med et produktsortiment inden for stål og metaller, VVS, VA, beslag og sikring, teknik, el-teknik, befæstelse, kemi, forbrugsvarer og personligt udstyr. Sanistål part of Ahlsell er en del af svenske Ahlsell, som er den førende tekniske distributør i Norden inden for installationsprodukter, værktøjer og maskiner. Selskabet beskæftiger cirka 1100 medarbejdere (2023) i Danmark og udenlands.

## Datterselskaber og associerede selskaber
Carl F, Serman & Tipsmark A/S, Sanistal Spolka z.o.o. i Polen, Sanistal SIA i Letland og UAB Sanistal i Litauen.